# Championnat d'Autriche de football 1943-1944
Navigation
Saison précédente Saison suivante
La saison 1943-1944 du Championnat d'Autriche de football était la 33e édition du championnat de première division en Autriche. La 1.Klasse est une des Gauligen mises en place par le régime nazi et le vainqueur du championnat se qualifie pour la phase finale du championnat allemand. Cette 6e édition de la Gauliga Donau-Alpenland regroupe donc 10 clubs au sein d'une poule unique où ils s'affrontent deux fois au cours de la saison, à domicile et à l'extérieur. En fin de championnat, le dernier du classement est relégué et remplacé par le meilleur club de 1.Klasse, la deuxième division autrichienne.
C'est le First Vienna FC, double tenant du titre, qui remporte à nouveau le championnat en terminant en tête du classement final, avec 5 points d'avance sur le Floridsdorfer AC et 11 sur un trio composé du FK Austria Vienne, du FC Vienne et du Wiener AC. C'est le 5e titre de champion d'Autriche de l'histoire du club, qui participe donc à la phase finale du championnat allemand 1944.

## Les 10 clubs participants
| - Wiener Sport-Club - SK Rapid Vienne - Wacker AC - First Vienna FC - Wiener AC | - Floridsdorfer AC - SK Amateure Steyr - Promu de 2.Klasse A - FC Vienne - FK Austria Vienne - LSV Markersdorf/Pielach - Promu de 2.Klasse A |

## Compétition

### Classement
Le barème utilisé pour établir le classement est le suivant :
- Victoire : 2 points
- Match nul : 1 point
- Défaite : 0 point

| Rang | Équipe                      | Pts | J  | G  | N | P  | Bp | Bc | Diff |
| ---- | --------------------------- | --- | -- | -- | - | -- | -- | -- | ---- |
| 1    | First Vienna FC T           | 27  | 16 | 13 | 1 | 2  | 76 | 27 | +49  |
| 2    | Floridsdorfer AC            | 22  | 16 | 9  | 4 | 3  | 43 | 33 | +10  |
| 3    | Wiener AC                   | 16  | 16 | 7  | 2 | 7  | 35 | 37 | -2   |
| 4    | FC Vienne                   | 16  | 16 | 6  | 4 | 6  | 30 | 34 | -4   |
| 5    | FK Austria Vienne           | 16  | 16 | 8  | 0 | 8  | 35 | 41 | -6   |
| 6    | LSV Markersdorf/Pielach P   | 15  | 16 | 6  | 3 | 7  | 43 | 45 | -2   |
| 7    | SK Rapid Vienne             | 13  | 16 | 5  | 3 | 8  | 37 | 42 | -5   |
| 8    | Wacker AC                   | 10  | 16 | 4  | 2 | 10 | 30 | 51 | -21  |
| 9    | Wiener Sport-Club           | 9   | 16 | 4  | 1 | 11 | 26 | 45 | -19  |
| 10   | SK Amateure Steyr P forfait | 3   | 14 | 1  | 1 | 12 | 16 | 66 | -50  |

|  | Qualification pour la phase finale du championnat d'Allemagne |
|  | Relégation en 1.Klasse                                        |
|  | T Tenant du titre P Promu de 1.Klasse                         |

- Le SK Amateure Steyr abandonne la compétition en avril 1944 tandis que le LSV Markersdorf/Pielach déclare forfait à la fin du championnat pour la saison suivante.

### Matchs
| Résultats (▼dom., ►ext.)                                   | FCVi | Firs | Aust | Flor | Mark | AmSt | RapV | Wack | WAC | WSC |
| FC Vienne                                                  |      | 2-4  | 4-3  | 3-3  | 2-2  | 3-0  | 0-1  | 2-1  | 4-2 | 2-1 |
| First Vienna FC                                            | 7-2  |      | 4-1  | 4-1  | 9-1  | 7-2  | 10-2 | 6-0  | 1-0 | 5-0 |
| FK Austria Vienne                                          | 0-4  | 1-4  |      | 1-2  | 3-1  | -    | 2-0  | 2-3  | 4-1 | 4-1 |
| Floridsdorfer AC                                           | 0-0  | 4-1  | 6-1  |      | 2-1  | 1-1  | 3-2  | 3-0  | 2-2 | 2-1 |
| LSV Markersdorf/Pielach                                    | 3-1  | 5-5  | 2-3  | 7-2  |      | 5-3  | 2-1  | 2-0  | 0-1 | 3-1 |
| SK Amateure Steyr                                          | 3-1  | 1-7  | 0-7  | -    | -    |      | 1-4  | 0-5  | 1-5 | -   |
| SK Rapid Vienne                                            | 3-0  | 1-3  | 1-2  | 2-2  | 3-3  | 5-1  |      | 4-4  | 1-2 | 9-4 |
| Wacker AC                                                  | 2-3  | 1-6  | 6-4  | 4-6  | 4-3  | 10-0 | 1-2  |      | 2-1 | 2-2 |
| Wiener AC                                                  | 1-1  | 5-4  | 1-2  | 1-0  | 7-6  | 3-1  | 2-4  | 4-0  |     | 1-5 |
| Wiener Sport-Club                                          | 1-0  | 1-3  | 1-2  | 3-5  | 1-2  | 3-2  | 2-1  | 1-0  | 1-4 |     |
| - Victoire à domicile - Match nul - Victoire à l'extérieur |      |      |      |      |      |      |      |      |     |     |

## Bilan de la saison
| Championnat d'Autriche de football 1943-1944 |                            |
| Champion                                     | First Vienna FC (5e titre) |
| Coupes et trophées                           |                            |
| Vainqueur de la Coupe d'Autriche 1943-1944   | Non disputée               |
| Promotions et relégations                    |                            |
| Promus en Gauliga Donau-Alpenland            | SK Admira Vienne           |
| Promus en Gauliga Donau-Alpenland            | SC Rapid Oberlaa           |
| Relégués en 1.Klasse                         | SK Amateure Steyr          |
| Relégués en 1.Klasse                         | LSV Markersdorf/Pielach    |